# Вдовин, Владислав Олегович
Владисла́в Оле́гович (Влад) Вдо́вин (род. 16 июня 1968, Волгоград) — российский журналист, репортёр, радиоведущий, редактор, колумнист. Главный редактор журнала «Огонёк» в 2004—2005 годах и газеты «Труд» в 2010 году.

## Биография
Учился на филологическом факультете Волгоградского государственного университета (специальность — русский язык). В 1990—1995 годах работал корреспондентом и редактором в волгоградских СМИ. В дальнейшем работал в московских изданиях: корреспондентом журнала «Деньги», редактором отдела журнала «Профиль», заместителем главного редактора в журнале «Компания», а затем в российской версии журнала Forbes.
С декабря 2004 года до осени 2005 года — главный редактор журнала «Огонёк»: назначен тогдашними акционерами (компания «ОВА-пресс») с целью кардинального преобразования издания и переориентирования его на более молодую и платёжеспособную аудиторию. Оставил свою должность после продажи издания холдингу «Телекоминвест».
Затем работал заместителем главного редактора российской версии журнала SmartMoney.. Отвечал в нём за создание «потока текстов, авторами которых являются руководители компаний и владельцы бизнеса».
С 2007 года — первый заместитель главного редактора газеты «Труд». В это время владельцы издания начали реформу с целью сделать его «главной газетой о рынке труда».
С мая 2010 года — главный редактор «Труда». Планировал «реорганизовать редакцию таким образом, чтобы большинство сотрудников работали на сайт и делали материалы для сайта, а потом уже небольшая группа людей как-то переупаковывала их для бумажной версии». В конце года ушёл из издания, сообщив о разногласиях с дирекцией.
С июня до декабря 2011 года работал в издательском доме Арама Габрелянова, сначала первым заместителем главного редактора газеты «Известия» и шеф-редактором интернет-версии издания. Вернулся на должность заместителя главного редактора после июня 2012 года. В этот период «Известия» перешли на принцип, когда все тексты корреспондентов сразу же появляются в сети, а вечером собранная информация превращается в печатное издание. Вдовин называл «Известия» "идеальной площадкой для воплощения всего, что было невозможно в «Труде». Покинул должность заместителя в 2013 году, при слухах о скором назначении главным редактором.
С 15 января 2014 года вёл передачу «Вперёд» на радиостанции «РСН».
С начала 2015 года руководил активами «Балтийской медиа-группы» в Петербурге в качестве заместителя Арама Габрелянова. Вскоре сосредоточился на переформатировании главного актива холдинга, телеканала 100ТВ, в информационный Life78 и стал его главредом. В сентябре того же года покинул телеканал после его вывода в тестовое вещание. Сообщения, что причиной увольнения стала задержка даты выхода в полноценный эфир, затем опроверг сам Габрелянов, но официальная причина отставки так и не была названа.